# Absent Friends
Absent Friends è l'ottavo album in studio del gruppo musicale nordirlandese The Divine Comedy, pubblicato nel 2004.

## Tracce
1. Absent Friends – 3:40
2. Sticks & Stones (feat. Yann Tiersen) – 4:48
3. Leaving Today – 4:18
4. Come Home Billy Bird (feat. Lauren Laverne) – 4:07
5. My Imaginary Friend – 2:43
6. The Wreck of the Beautiful – 4:58
7. Our Mutual Friend – 5:58
8. The Happy Goth – 3:36
9. Freedom Road – 3:55
10. Laika's Theme – 3:07
11. Charmed Life – 4:41